# Spe (planeta)
Spe (14 Andromedae b) – masywna planeta pozasłoneczna krążąca wokół gwiazdy Veritate (14 Andromedae). Ma masę ok. 5,3 mas Jowisza. Znajduje się około 80 lat świetlnych od Ziemi. Jej okres orbitalny trwa pół ziemskiego roku. Gwiazda macierzysta to pomarańczowy olbrzym.

## Nazwa
Nazwa planety została wyłoniona w publicznym konkursie w 2015 roku. Pochodzi ona z łaciny, jest to ablatyw słowa Spes oznaczającego „nadzieję”, oznacza zatem „tam gdzie jest nadzieja”. Nazwę tę zaproponowali członkowie Królewskiego Towarzystwa Astronomicznego w Kanadzie.